# 德国跨城巴士
德国跨城巴士（City2City）曾是一家提供德国境内城市与城市之间的长途大巴公司。其线路由国家快运公司德国分公司（National Express Germany GmbH）运营。德国跨城巴士于2013年4月开始运营，运营之初有15辆客车。在2014年10月，德国跨城巴士结束了在德国的运营，成为在德国放开私有客运公司管制后首个结业的大巴公司。

## 线路
德国跨城巴士的线路网包括：法兰克福、科隆、杜塞尔多夫、多特蒙德、杜伊斯堡、斯图加特、慕尼黑、不莱梅和汉诺威。另外，除了城市线路外，德国跨城巴士也停靠科隆/波恩机场和法兰克福机场。

## 车队

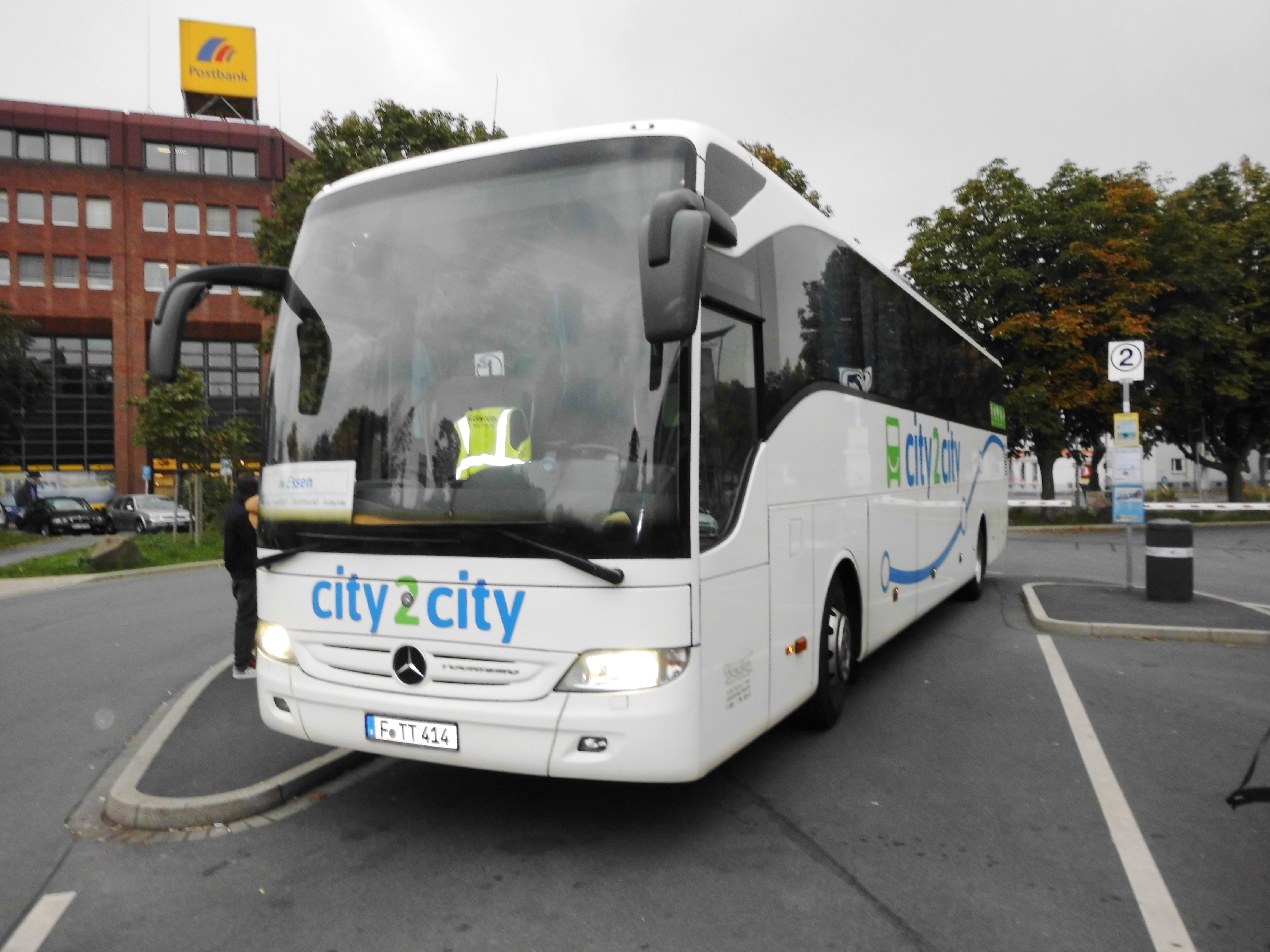
一辆德国跨城巴士的长途大巴

德国跨城巴士使用梅赛德斯-奔驰大巴来运营线路，并在车上提供免费无线网络。